# X-Ray Dog
X-Ray Dog je americké hudební vydavatelství sídlící v kalifornském Burbanku. Tvoří a vydává soundtracky a trailery k nejznámějším Hollywoodským filmům, a to především epickou, orchestrální a sborovou hudbou. Většina jejich tvorby doprovází historické, dobrodružné či science-fiction filmy, jako například Piráti z Karibiku: Na konci světa, Spiderman 3, Letopisy Narnie, Harry Potter, Faunův labyrint, Sweeney Todd, Transformers nebo Hellboy.
X-Ray Dog vydalo na 40 alb, avšak ta nejsou dostání v obchodech. Jejich tvorbu si můžeme poslechnout na oficiálních stránkách.